# Ön (deel van) en Sand (deel van)
Ön (deel van) en Sand (deel van) (Zweeds: Ön (del av) och Sand (del av)) is een småort in de gemeente Sollefteå in het landschap Ångermanland en de provincie Västernorrlands län in Zweden. Het småort heeft 106 inwoners (2005) en een oppervlakte van 37 hectare. Het småort bestaat uit een deel van de plaats Ön en een deel van de plaats Sand. Het småort ligt aan de rivier de Ångermanälven.